# Meine Daten und ich
Meine Daten und ich ist ein deutscher Dokumentarfilm mit Spielfilmteilen des Hildesheimer Regisseurs Philipp Eichholtz aus dem Jahr 2009.

## Überblick
Der Film beschäftigt sich auf humoristische und zugleich ernsthafte Weise mit Problematiken wie Online-Durchsuchungen, Vorratsdatenspeicherung von Telefon- und Internetverbindungen, Scoring-Punkten im Bankensystem, Überwachungskameras und -mikrofonen auf öffentlichen und an privaten Orten und mit dem neuen BKA-Gesetz, angestoßen vom deutschen Innenminister.

## Handlung
Der fiktionale Regisseur Axel Ranisch beschließt, zusammen mit seiner Freundin und seinem Kumpel und Kameramann Hardy Schwetter einen Film über die Problematik Onlinedurchsuchung und Datenschutz zu drehen. In der Manier von Michael Moore begibt sich das Trio vor das Reichstagsgebäude auf der Suche nach echten Politikern, die ihnen Rede und Antwort stehen. Zur Überraschung des Zuschauers verändert sich hier der Spielfilm in eine Reportage. Es kommen Politiker wie Wolfgang Bosbach, stellvertretender Fraktionsvorsitzender der CDU/CSU-Bundestagsfraktion, Ralf Göbel, stellvertretender Innenpolitischer Sprecher der CDU-Bundestagsfraktion, Wolfgang Wieland, Sprecher für innere Sicherheit der Bundestagsfraktion Bündnis 90/Die Grünen, Michael Hartmann, stellvertretender Innenpolitischer Sprecher der SPD-Bundestagsfraktion und Clemens Binninger (CDU/CSU) MdB zu Wort und äußern sich über die (partei-)politischen Aspekte der untersuchten Thematik. Zu Wort kommen aber auch Nicht-Politiker wie Peter Schaar, Bundesbeauftragter für den Datenschutz, Constanze Kurz als Sprecherin des Chaos Computer Club, Andreas Pfitzmann von der TU Dresden und der deutsche Künstler und Netzaktivist padeluun.

## Kritik
Goodmovies meint, der Film sei eine „witzige und geistreiche Untersuchung über schleichende Veränderungen in unserer Gesellschaft, über hilflos hingenommene Skandale und über die Frage: Wie weit darf der Staat eigentlich gehen?“.